# Austrolimnophila varitarsis
Austrolimnophila varitarsis är en tvåvingeart som beskrevs av Alexander 1929. Austrolimnophila varitarsis ingår i släktet Austrolimnophila och familjen småharkrankar. Inga underarter finns listade i Catalogue of Life.